# Злица (роман)
Злица: Живот и време Зле Вештице Запада (енгл. Wicked: The Life and Times of the Wicked Witch of the West) амерички је роман из 1995. Аутор романа је Грегори Магвајер, а илустратор Даглас Смит. Први је део серијала Доба Злице, а следе га романи: Син вештице (2005), Лав међу људима (2008) и Ван Оза (2011).
Године 2003. адаптиран је као мјузикл Злица. Тренутно је у развоју филмска дводелна адаптација, с тим да је први део приказан у новембру 2024. а други у новембру 2025.

## Радња
Злица је роман о земљи у којој животиње говоре и боре се да буду третиране као прворазредни, уважени грађани, житељи Манчкина, теже удобности постојаног живота средње класе, а Лимени Лугар постаје жртва домаћег насиља. А онда ту је и мала зеленокожа девојка звана Елфаба, која ће порасти и постати озлоглашена Зла Вештица Запада, паметно, пецкаво и погрешно схваћено створење, које побија све унапред створене представе о природи добра и зла.